# Bandworm Records
Bandworm Records – niemiecka wytwórnia płytowa.
Wytwórnia została założona 1 maja 1995 roku przez Marka Lorenza i Holma Geue. Specjalizuje się w takich gatunkach muzyki jak punk, Oi!, ska, hardcore, rock and roll i psychobilly.
Wytwórnia nagrywa płyty zespołów zarówno niemieckich, jak i zagranicznych, takich jak: Berliner Weisse (Niemcy), Blitzkrieg (Serbia), Close Combat (Holandia), Eastside Boys (Niemcy), Foiernacht (Włochy), Frühstückspause (Niemcy), Grober Knüppel (Niemcy), Kärbholz (Niemcy), Lousy (Niemcy), Messerstecher Herzensbrecher (Niemcy), Perkele (Szwecja), Red Union (Serbia), Rotz & Wasser (Niemcy), Roughnecks (Niemcy), Saturday's Heroes (Szwecja), Scharmützel (Niemcy), Schusterjungs (Niemcy), Sperrzone (Niemcy), Stammtischprolls (Niemcy), Starts (Niemcy), Thekenathleten (Niemcy) i Vogelfrei (Niemcy).